# Online Film Critics Society Awards/Bester Hauptdarsteller
Der Online Film Critics Society Award (OFCS Award) für den besten Hauptdarsteller wird seit 1997 jedes Jahr verliehen.

## Statistik
| Statistik                                           |                                   |
| Am häufigsten honorierter Hauptdarsteller           | Daniel Day-Lewis (3 Siege)        |
| Am häufigsten nominierter Hauptdarsteller           | Joaquin Phoenix (5 Nominierungen) |
| Am häufigsten nominierter Hauptdarsteller ohne Sieg | Joaquin Phoenix (5 Nominierungen) |

## Gewinner und Nominierte
Alle Nominierten eines Jahres sind angeführt, der Sieger steht jeweils zuoberst.

### 1997 bis 1999
1997
Jack Nicholson – Besser geht’s nicht
Peter Fonda – Ulee’s Gold
Ian Holm – Das süße Jenseits
1998
Ian McKellen – Gods and Monsters
Tom Hanks – Der Soldat James Ryan
Edward Norton – American History X
1999
Kevin Spacey – American Beauty
Jim Carrey – Der Mondmann
Russell Crowe – Insider (The Insider)
Richard Farnsworth – Eine wahre Geschichte – The Straight Story (The Straight Story)
Edward Norton – Fight Club

### 2000 bis 2009
2000
Tom Hanks – Cast Away
Christian Bale – American Psycho
Russell Crowe – Gladiator
Michael Douglas – Die WonderBoys (Wonder Boys)
Geoffrey Rush – Quills – Macht der Besessenheit (Quills)
2001
Billy Bob Thornton – The Man Who Wasn’t There
Russell Crowe – A Beautiful Mind
Guy Pearce – Memento
Denzel Washington – Training Day
Tom Wilkinson – In the Bedroom
2002
Daniel Day-Lewis – Gangs of New York
Adrien Brody – Der Pianist
Nicolas Cage – Adaptation
Jack Nicholson – About Schmidt
Robin Williams – One Hour Photo
2003
Bill Murray – Lost in Translation
Johnny Depp – Fluch der Karibik
Paul Giamatti – American Splendor
Ben Kingsley – Haus aus Sand und Nebel
Sean Penn – Mystic River
2004
Paul Giamatti – Sideways
Jim Carrey – Vergiss mein nicht!
Don Cheadle – Hotel Rwanda
Leonardo DiCaprio – Aviator
Jamie Foxx – Ray
2005
Philip Seymour Hoffman – Capote
Terrence Howard – Hustle & Flow
Heath Ledger – Brokeback Mountain
Joaquin Phoenix – Walk the Line
David Strathairn – Good Night, and Good Luck
2006
Forest Whitaker – Der letzte König von Schottland – In den Fängen der Macht
Sacha Baron Cohen – Borat
Leonardo DiCaprio – Departed – Unter Feinden
Ryan Gosling – Half Nelson
Peter O’Toole – Venus
2007
Daniel Day-Lewis – There Will Be Blood
George Clooney – Michael Clayton
Emile Hirsch – Into the Wild
Frank Langella – Starting Out in the Evening
Viggo Mortensen – Tödliche Versprechen – Eastern Promises
2008
Mickey Rourke – The Wrestler – Ruhm, Liebe, Schmerz
Benicio Del Toro – The Argentine
Richard Jenkins – Ein Sommer in New York – The Visitor
Frank Langella – Frost/Nixon
Sean Penn – Milk
2009
Jeremy Renner – Tödliches Kommando – The Hurt Locker
Jeff Bridges – Crazy Heart
George Clooney – Up in the Air
Sharlto Copley – District 9
Joaquin Phoenix – Two Lovers

### 2010 bis 2019
2010
Colin Firth – The King’s Speech
Jeff Bridges – True Grit
Jesse Eisenberg – The Social Network
James Franco – 127 Hours
Ryan Gosling – Blue Valentine
Édgar Ramírez – Carlos – Der Schakal
2011
Michael Fassbender – Shame
George Clooney – The Descendants – Familie und andere Angelegenheiten
Jean Dujardin – The Artist
Gary Oldman – Dame, König, As, Spion (Tinker Tailor Soldier Spy)
Michael Shannon – Take Shelter
2012
Daniel Day-Lewis – Lincoln
John Hawkes – The Sessions – Wenn Worte berühren (The Sessions)
Denis Lavant – Holy Motors
Joaquin Phoenix – The Master
Denzel Washington – Flight
2013
Chiwetel Ejiofor – 12 Years a Slave
Tom Hanks – Captain Phillips
Oscar Isaac – Inside Llewyn Davis
Mads Mikkelsen – Die Jagd
Joaquin Phoenix – Her
2014
Michael Keaton – Birdman oder (Die unverhoffte Macht der Ahnungslosigkeit)
Ralph Fiennes – Grand Budapest Hotel
Brendan Gleeson – Am Sonntag bist du tot (Calvary)
Jake Gyllenhaal – Nightcrawler – Jede Nacht hat ihren Preis (Nightcrawler)
Timothy Spall – Mr. Turner – Meister des Lichts
2015
Michael Fassbender – Steve Jobs
Matt Damon – Der Marsianer – Rettet Mark Watney (The Martian)
Leonardo DiCaprio – The Revenant – Der Rückkehrer (The Revenant)
Michael B. Jordan – Creed – Rocky’s Legacy (Creed)
Ian McKellen – Mr. Holmes
2016
Casey Affleck – Manchester by the Sea
Adam Driver – Paterson
Ryan Gosling – La La Land
Viggo Mortensen – Captain Fantastic – Einmal Wildnis und zurück (Captain Fantastic)
Denzel Washington – Fences
2017
Gary Oldman – Die dunkelste Stunde (Darkest Hour)
Timothée Chalamet – Call Me by Your Name
James Franco – The Disaster Artist
Daniel Kaluuya – Get Out
Robert Pattinson – Good Time
2018
Ethan Hawke – First Reformed
Bradley Cooper – A Star Is Born
Christian Bale – Vice – Der zweite Mann (Vice)
Joaquin Phoenix – A Beautiful Day (You Were Never Really Here)
John David Washington – BlacKkKlansman
2019
Adam Driver – Marriage Story
Antonio Banderas – Leid und Herrlichkeit (Dolor y gloria)
Robert De Niro – The Irishman
Joaquin Phoenix – Joker
Adam Sandler – Der schwarze Diamant (Uncut Gems)

### Ab 2020
2020
Delroy Lindo – Da 5 Bloods
Riz Ahmed – Sound of Metal
Chadwick Boseman – Ma Rainey’s Black Bottom
Anthony Hopkins – The Father
Steven Yeun – Minari – Wo wir Wurzeln schlagen (Minari)
2021
Benedict Cumberbatch – The Power of the Dog
Nicolas Cage – Pig
Andrew Garfield – Tick, Tick… Boom!
Oscar Isaac – The Card Counter
Hidetoshi Nishijima – Drive My Car (Doraibu mai kā)
2022
Colin Farrell – The Banshees of Inisherin
Austin Butler – Elvis
Brendan Fraser – The Whale
Paul Mescal – Aftersun
Bill Nighy – Living – Einmal wirklich leben (Living)
2023
Paul Giamatti – The Holdovers
Leonardo DiCaprio – Killers of the Flower Moon
Cillian Murphy – Oppenheimer
Andrew Scott – All of Us Strangers
Jeffrey Wright – Amerikanische Fiktion (American Fiction)
2024
Ralph Fiennes – Konklave (Conclave)
Adrien Brody – Der Brutalist
Timothée Chalamet – Like A Complete Unknown (A Complete Unknown)
Colman Domingo – Sing Sing
Sebastian Stan – A Different Man